# Mancallinae
Sous-famille
Genres de rang inférieur
- † Praemancalla
- † Mancalla
- † Miomancalla

Les Mancallinae forment une sous-famille fossile de pingouins ne sachant pas voler, qui vivaient sur la côte Pacifique de ce qui est aujourd'hui la Californie et le Mexique, du Miocène supérieur (Messinien) jusqu'au Pléistocène moyen, soit il y a environ entre 7,2 et 0,47 Ma (millions d'années). 
On regroupe parfois les espèces qui la composaient sous le nom de pingouins de Lucas, du nom du scientifique qui a décrit la première espèce de ce taxon, Frederic Augustus Lucas.

## Description
Ils ont évolué de manière similaire au Grand Pingouin, qui a occupé une niche écologique similaire dans l'océan Atlantique, mais leurs ailes rappellent par certains de leurs aspects celles des manchots.